# Nimega
Nimega (in olandese Nijmegen, pronuncia: /'nɛɪ̯ˌmeˑxə/ ; in Kleverlands Nimwèège) è una città dei Paesi Bassi di circa 182.465 abitanti (2022), situata nella provincia della Gheldria, a pochi chilometri dalla Germania. È considerata la più antica città del paese e nel 2005 vi furono celebrati i suoi duemila anni di storia. Il comune fa parte della conurbazione Nimega-Arnhem, la cui popolazione ammonta a 728.500 unità. La città ha ricevuto il Premio Capitale verde europea per il 2018.

## Storia

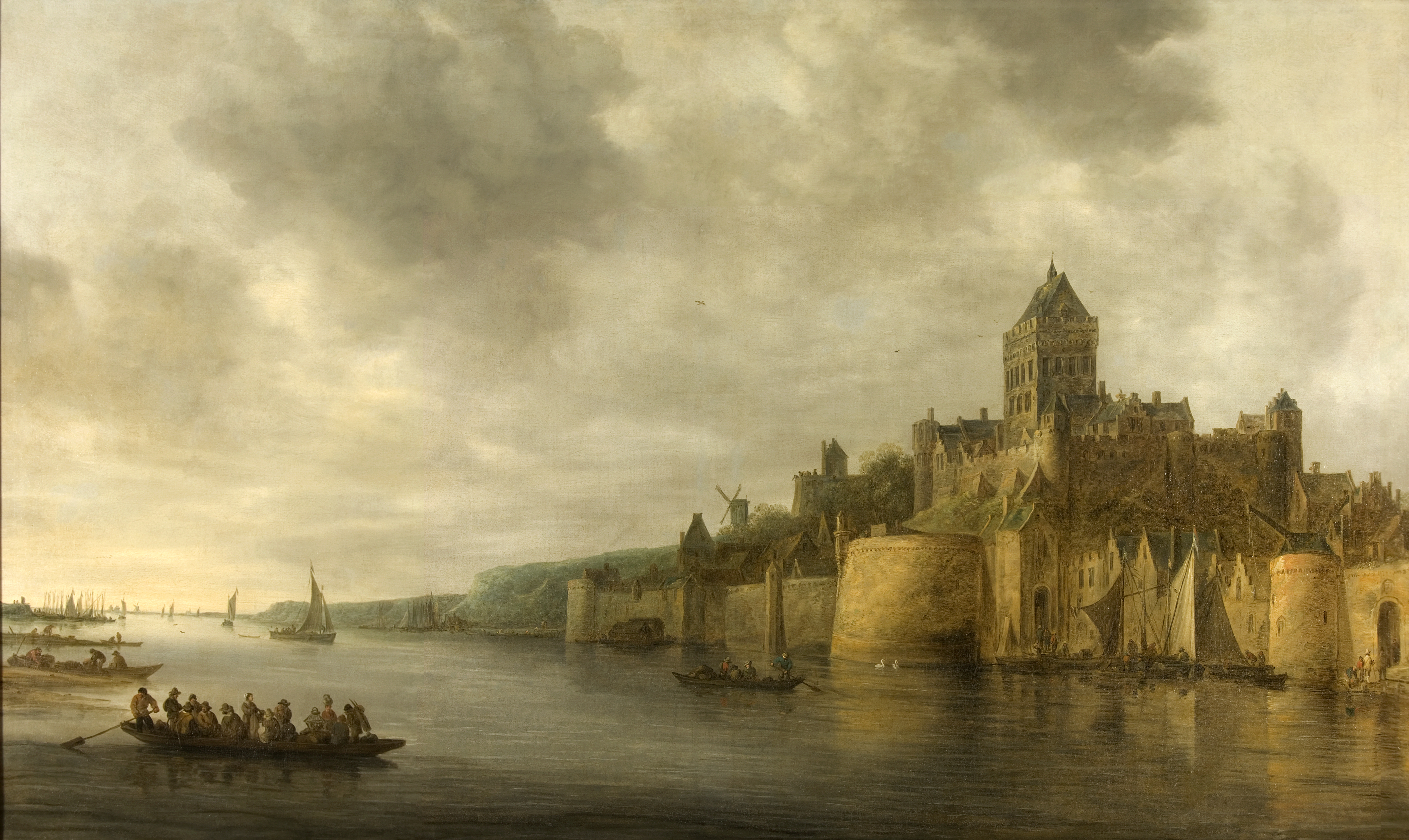
Veduta di Nimega in un quadro del 1641.

### Età romana
Nimega nacque come castrum legionario romano, durante l'età di Augusto, a difesa del fiume Waal e della valle del Reno. 
Nel 69 gli abitanti locali, i Batavi, insorsero e distrussero l'accampamento e il piccolo villaggio di Oppidum Bataviorum, che nel frattempo era sorto. Una volta sedata la rivolta, l'accampamento militare, dove venne poi stanziata la Legio X Gemina, fu ricostruito più grande di quello precedente. Più tardi rinacque anche il villaggio. Nel 98 Nimega fu la prima città degli attuali Paesi Bassi a diventare un municipium. 
Nel 103 la Legio X venne trasferita a Vienna e l'anno successivo Traiano rinominò la città Ulpia Noviomagus Batavorum (il nome attuale Nijmegen deriva appunto da Noviomagus). 
Nel IV secolo, col declino dell'Impero romano, Nimega divenne possesso dei Franchi. Qui aveva sede un palatium di Carlo Magno. 

### Dal Medio Evo al Cinquecento
Nell'830 Ludovico il Pio, nel breve periodo in cui venne allontanato dal trono, venne mandato dal figlio Lotario I proprio a Nimega. Nel 1165 vi nacque Enrico VI di Svevia e, nel 1230, suo figlio Federico II di Svevia le garantì i diritti civili. 
Nel 1247 fu ceduta in pegno ai conti di Gheldria per un prestito, poiché esso non venne restituito, Nimega entrò definitivamente a far parte della contea di Gheldria. Nonostante ciò, data la sua posizione strategica sul Waal, i commerci continuarono e, nel 1364, entrò nella Lega anseatica. 
Nel 1585 aderì alla Repubblica delle Sette Province Unite e, data la sua vicinanza al confine, subì diversi assedi.

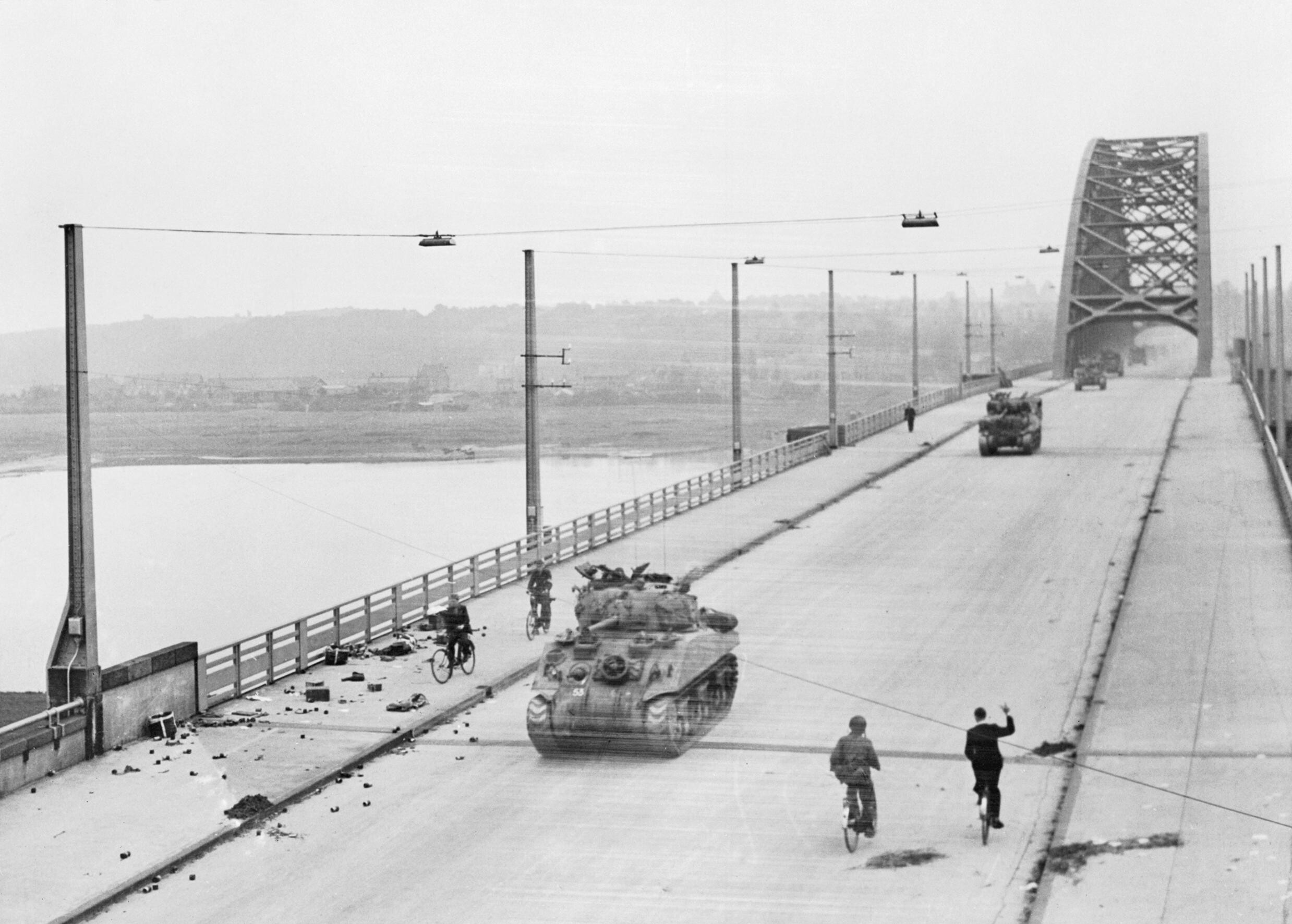
I carri armati dei Guards inglesi entrano a Nimega, settembre 1944.

### Dal Seicento ai giorni attuali
Nel 1678 le potenze europee si trovarono a Nimega per trovare una soluzione allo stato perenne di guerra in cui si trovava il vecchio continente. Fu siglato un trattato, infranto però poco dopo. 
Nel XIX secolo sorse il problema delle vecchie mura medioevali. Esse infatti erano diventate in gran parte alloggi di molte famiglie, tuttavia l'ipotesi del loro abbattimento non veniva considerata, data l'estrema importanza che Nimega aveva come baluardo di difesa dei Paesi Bassi. La guerra franco-prussiana però, con la sua modernità e i suoi nuovi armamenti micidiali, dimostrò l'inefficacia delle vecchie mura che, nel 1874, vennero abbattute. Negli anni a venire la città si dotò di nuove infrastrutture e di nuove istituzioni.
Nel 1878 fu costruito sul Waal il ponte ferroviario e nel 1936 fu la volta di quello stradale, considerato per un periodo come il più lungo d'Europa. Nel 1923 fu aperta l'Università Radboud, mentre sette anni dopo fu completata l'escavazione del canale che unisce i fiumi Waal e Mosa. Nimega fu la prima città olandese ad essere occupata dalle truppe tedesche nel 1940. Il 22 febbraio 1944 venne duramente bombardata dagli americani che, a causa della carenza delle comunicazioni aeree, la confusero con la città tedesca di Kleve. Nel settembre dello stesso anno, Nimega fu teatro di aspri combattimenti tra Alleati e tedeschi nel corso dell'Operazione Market Garden. Poco dopo venne liberata dagli inglesi del Guards Armoured Division e dagli americani dell'82nd Airborne Division.

## Geografia fisica
Nimega è attraversata dal fiume Waal e dal fiume Mosa.

## Eventi e manifestazioni

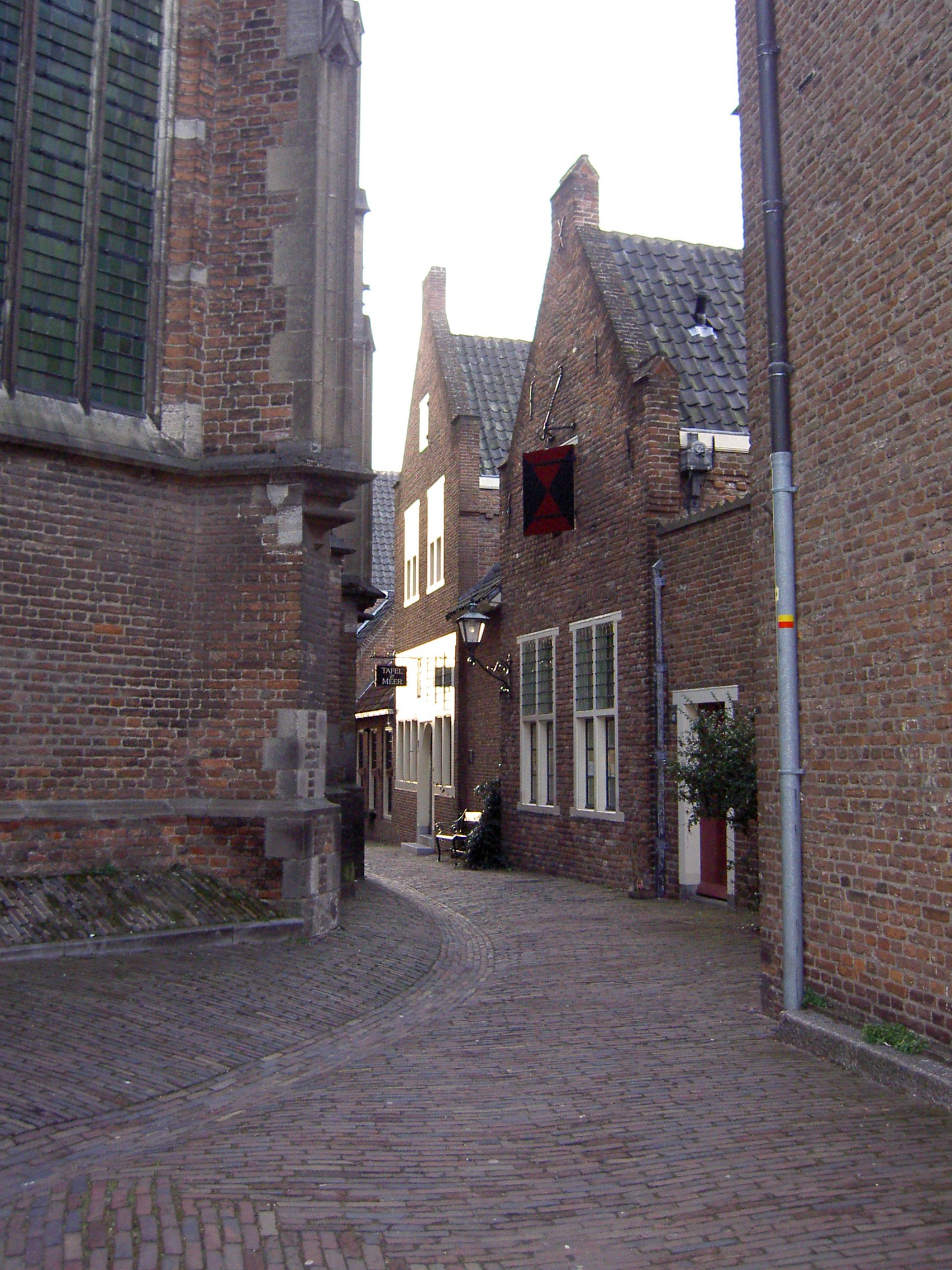
Il centro storico di Nimega

Nimega è anche sede, tutti gli anni, della "Quattro giorni di Nimega", la più grande marcia non competitiva al mondo, che attira nella città decine di migliaia di partecipanti e centinaia di migliaia di spettatori.

## Monumenti e luoghi d'interesse

### Architetture religiose
- Nikolauskapelle

## Istruzione
È presente l'Università Radboud.
L'istituto è tra i più importanti istituti d'istruzione superiore del Paese, in quanto tra i primi 150 del mondo e tra i migliori 50 in Europa. Inoltre, l'offerta formativa è molto varia e offre più di 40 programmi triennali e 200 magistrali di cui molti in lingua inglese.

## Sport
Vi ha sede il Nijmegen Eendracht Combinatie, squadra di calcio militante in Eredivisie e nota con l'acronimo NEC.

## Amministrazione

### Gemellaggi
- Gaziantep
- Masaya
- Pskov